# Коледж Святого Петра
Коледж Святого Петра — католицький коледж для хлопчиків від 7 до 13 років, розташований в центральній частині Окленда, Нова Зеландія.
Коледж заснований в 1841 році під назвою Школа Святого Петра. По деяких відомостях, спочатку заняття проводилися в будинку першого вчителя коледжу. Згодом діяльність коледжу припинилася і була відновлена лише в 1939 році.
Нині коледж є найбільшим католицьким навчальним закладом Нової Зеландії. Починаючи з 2008 року школа укомплектована звичайним викладацьким складом. Максимальна кількість учнів (що належать до різних етнічних груп) — 1 200 осіб. За станом на 26 серпня 2009 року в коледжі навчалось 1 127 осіб, в тому числі 52 студенти з інших країн. Студенти європейського походження (Пакеха) становлять приблизно 48 % від загальної кількості студентів. Інші учні в основному азійського походження, у тому числі 11 % — китайці, 7 % — самоанці, приблизно по 6 % — індійці, корейці і маорі. Штат коледжу, включаючи обслуговуючий персонал, становив 127 осіб.
Серед видатних випускників коледжу — Сер Майкл Фей (бізнесмен і яхтсмен) і Сем Хант (поет).